# Флешь

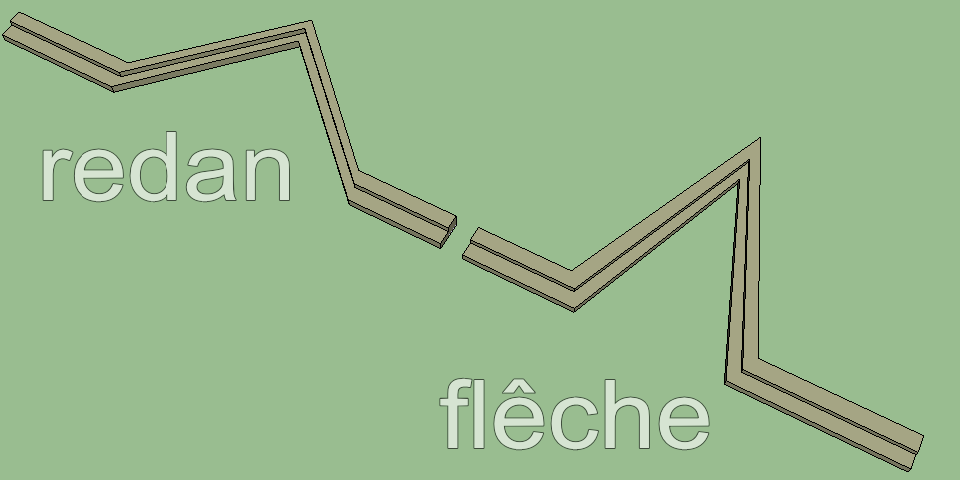
Редан и флешь

Фле́ши (фр. flèche — стрела) — полевые, зачастую долговременные, укрепления.
Состоят из двух фасов длиной 20—30 метров каждый под острым углом. Угол вершиной обращён в сторону противника.
По сути похожи на реданы, но меньше по размерам и имеют меньший угол, выступающий в сторону противника — меньше 60 градусов (для редана характерно 60-120 градусов).

## История

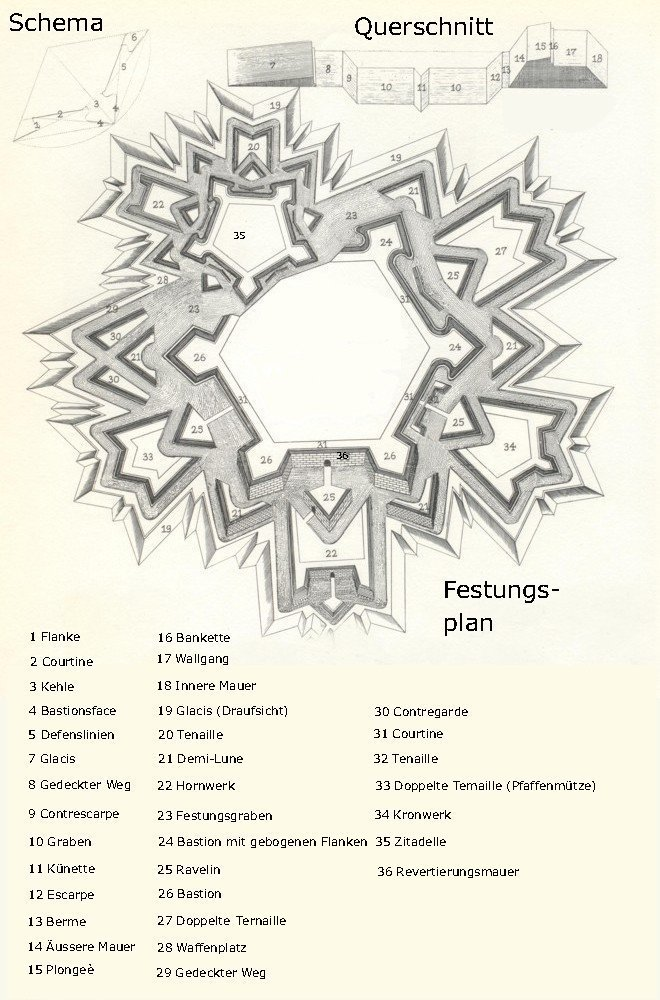
Фортификационные сооружения в общем виде

Флеши использовались до начала XX века и устраивались для прикрытия важных направлений и пунктов обороны.
Один из самых известных примеров применения — Багратионовы флеши в Бородинской битве.